# Guido Marzulli
Guido Marzulli, pintor italiano.

## Biografía
Guido Marzulli nació, de familia acomodada, en Bari el 8 de julio de 1943.
El joven Guido manifestó prematuramente su predisposición para el diseño. Ya desde su infancia se familiariza con pinceles y colores, bajo la influencia de su madre Rosa Tósches (profesora de dibujo y pintura) y su padre Michele (pintor y poeta).
Comienza su vida artística en Bari, atiende numerosas reuniones y debates con otros famosos alumnos y pintores Italianos, formando parte del salón literario y artístico establecido en su casa paterna durante los años 60.
Su adolescencia fue una fuente de estímulos para el futuro pintor.
En Bari finaliza también la carrera de Economía.
En 1970 muda su residencia a Roma y se casa con Anne.
Entre 1971 y 1973 abandona temporalmente la pintura y viajes a lo largo de la Europa. Su personalidad ecléctica le convierte también en gerente de industria, buen orador y refinado coleccionista de arte.
Estudia Goya, Rembrandt, Tiziano y amplía su conocimiento de los famosos artistas y masters del siglo XIX y principios del siglo XX. Su formación artística estuvo influida en particular por las
corrientes figurativas europeas .
En 1990 en el Biennial en Roma "G.Tortelli" se le condecora con una medalla de oro.
En 1991 se muda a Milán .

## Obra

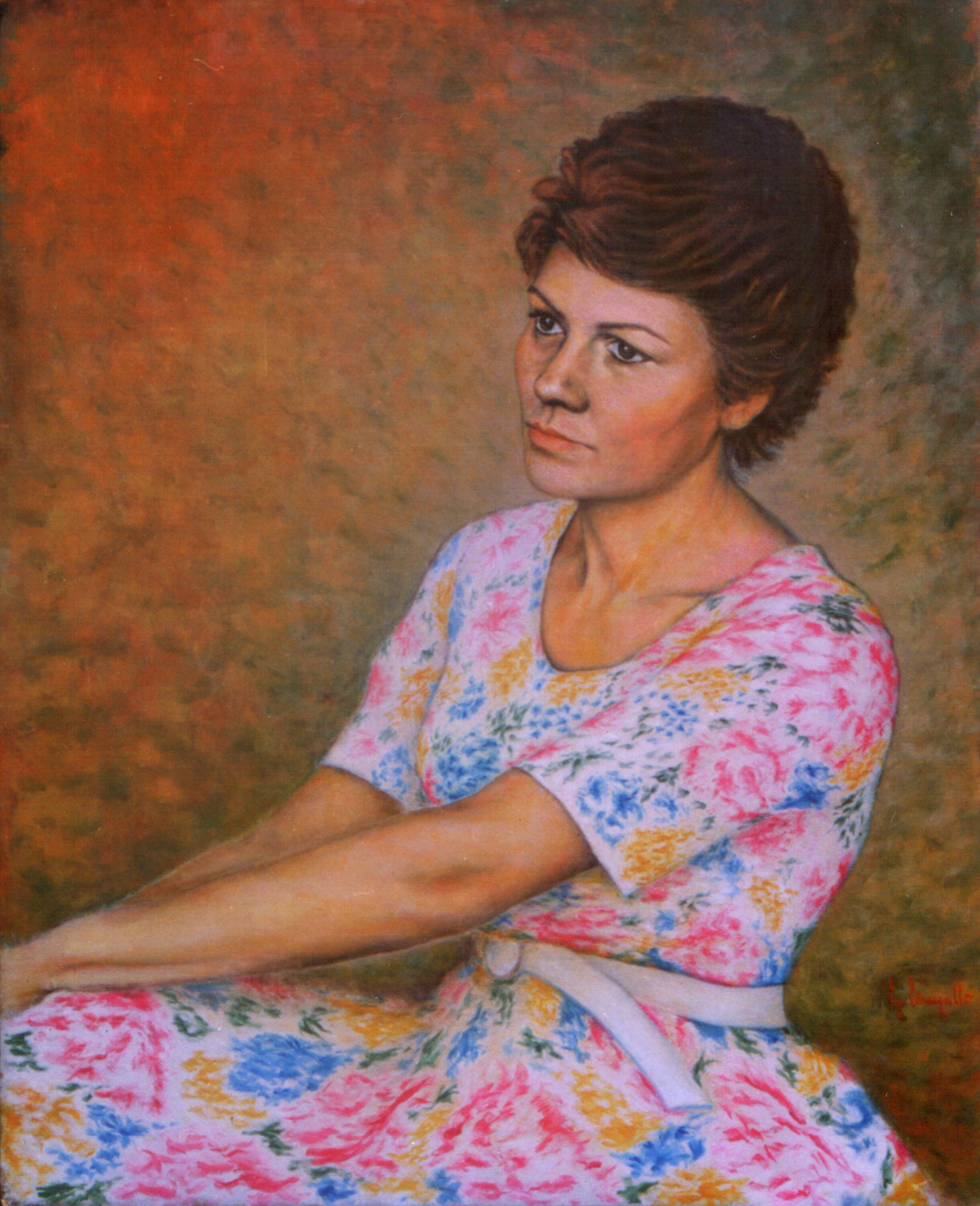
Guido Marzulli - Retrato de Anna

Exponente del realismo contemporáneo (realismo no ideológico pero real).
Sus pinturas no completamente refinadas son extremadamente raras es por esta razón por lo que no es habitual encontrar su trabajo en el mercato.
Inicialmente su trabajo parece trazado por la tradición naturalista, que revisita a través de la experiencia impresionista, interpretando con fuerza la influencia figurada novecentista.
En una carta de 1978 Marzulli afirma el derecho a la subjetividad del artista y declara su oposición fuerte y decidida contra el  minimalismo y el arte conceptual y también contra los intentos ( que predominaron in Italia durante los años setenta )  para sustituir a la pintura y la escultura con otras formas de arte, anticipando muchas de las posiciones que el movimiento de la Transvanguardia italiana declarará oficialmente en principios de los años ochenta. El no quiere influir en la sociedad y, buscando el arte por el arte, renuncia a cualquier compromiso con la comercialidad.
Contrario a lo informal y a la corriente abstracta, lejos del tormento y complicaciones, Marzulli parte de la convicción que la historia pintoresca no necesita de intermediarios para explicar su significado, al contrario debe ser fácilmente interpretada por la gente del pueblo.
El, por otra parte, no se difunde detrás de simbolismos o significados escondidos, y mantiene un fino equilibrio entre el día a día contemporáneo y el sentido del tiempo transcurrido, inspirado por su memoria y la realidad social, interpretando esta, con un espíritu nostálgico, con un lenguaje igualmente sugestivo y sincero, evocando su sentido personal y con frecuencia adaptando el aspecto meramente visual a su propio sentimiento, a su ideal de armonía compositiva.

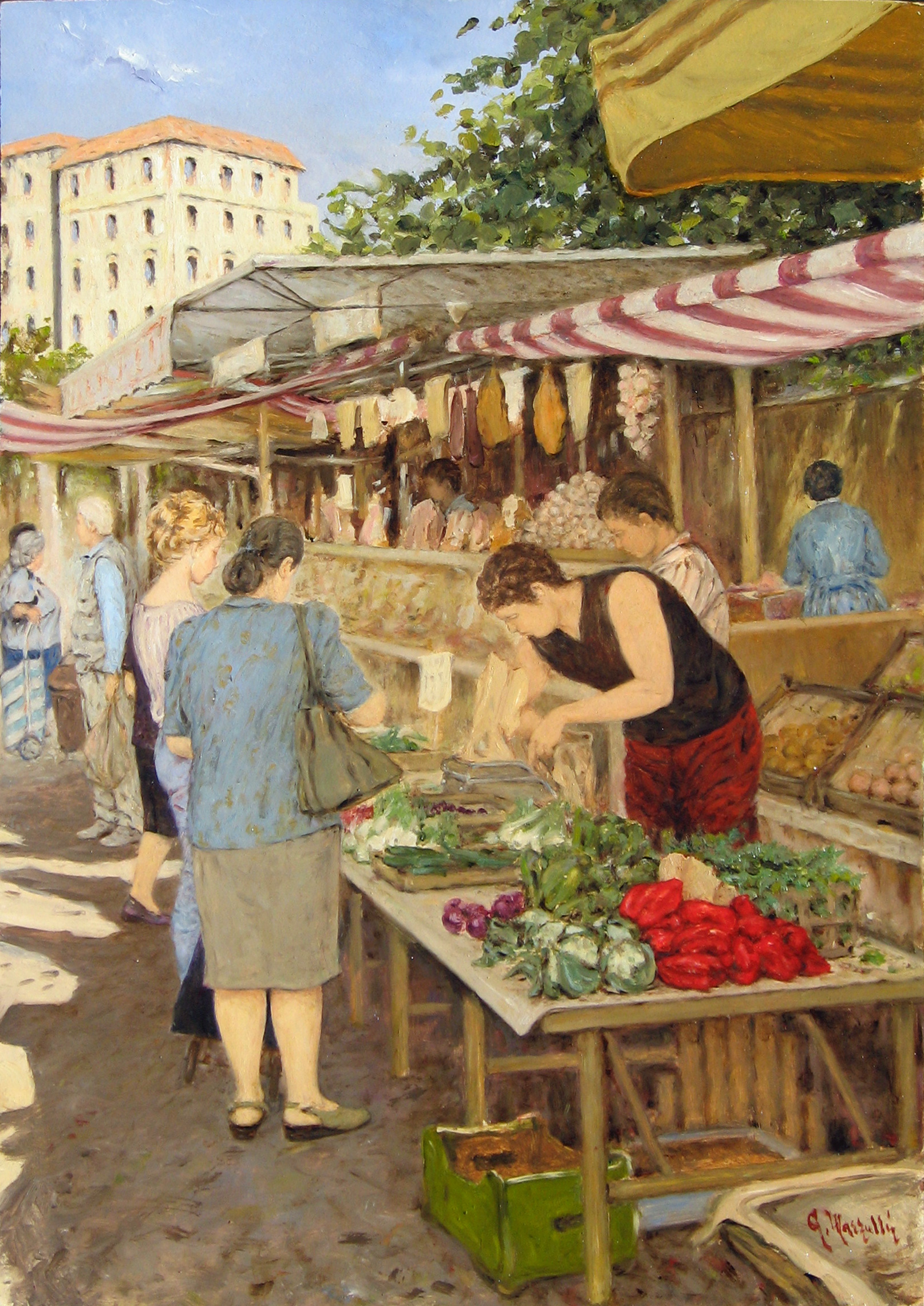
Guido Marzulli - Mira a los puestos de frutas en la plaza "Guardi" en Milán

Su proceso creativo presenta una vena narrativa bien equilibrada entre el idealismo y el realismo. Sus temáticas características están inspirados por escenas de la vida, de la intimidad doméstica, con figuras, con originales ángulos rurales, mercados, marinas, vistas urbanas, todas enmarcadas por un fondo de escenas de personajes populares y burgueses.
Sus retratos, llenos de poder evocativo, captan la intimidad del personaje sin que de ninguna forma parezca ilustrativo.

## Museos
Sus obras se encuentran en las colecciones de museos de Bari (Pinacoteca di Bari = Museo de pintura de la ciudad metropolitana de Bari y de la provincia de Bari), de Latina (Galería de Arte Moderno Municipal), de Foggia (Museo Civico e Pinacoteca Comunale), y de Matera (Museo Nazionale di Matera).
La lista de fotografías de muchas de sus pinturas, y la documentación biográfica está en los folletos dedicados a este artista en el Bio-Archivo iconográfico de la Officina de Supervisión de la Galería Nacional de Arte Moderno de Roma (conocida también por su acrónimo GNAM) (Ministerio de Bienes Culturales)